# Piusa-folyó
A Piusa-folyó (észtül: Piusa jõgi, oroszul: Piuza vagy Pimzsa, cirill betűkkel: Пиуза vagy Пимжа) folyó Észtországban és Oroszországban. Észtország déli részén a Plaani Külajärv tóból ered és Oroszország Pszkovi területén Budovizs falunál ömlik a Pszkovi-tóba. Hossza 109 km. Pecsori környékén 19 km hosszan a Piusa a határfolyó Észtország és Oroszország között. A folyó az alsó folyásán 14 km-en orosz területen halad a torkolatig. A Piusa a legnagyobb esésű észt folyó, esése a forrástól a torkolatig 214 m (ebből Észtországban 212 m). Vízgyűjtő területe 796 km², amelyből 508 km² észt területre esik. Átlagos vízhozama 5,5–6 m³/s.
Jelentősebb mellékfolyója a Pelska-folyó. Emellett több kisebb patak ömlik a folyóba. Élővilágának jellemző halfajai a pénzes pér, a bodorka, a csuka és a csík. A folyón 39 vízimalom található.
A folyó középső folyásán, Vastseliina és Tamme között található az 1965-ben létrehozott 720 hektáros Piusa-völgyi tájvédelmi körzet, amely az ősi folyóvölgy természetes állapotának megőrzését szolgálja. A területen 15 km-es turistaútvonal fut végig a folyó völgyében. A folyó jobb partján magas és látványos homokkőfalak találhatók.
A folyó jelentette a határt a viruk és a szetuk által lakott területek között is. A folyó képezte 1240-től pár évig a terjeszkedő Livónia határát is.